# Molten carbonate fuel cell
Molten Carbonate Fuel Cell (MCFC) is een brandstofcel werkend met gesmolten carbonaat (CO32−) als elektrolyt. Dit type brandstofcel wordt vooral gebruikt in grote industriële applicaties en consumeren aardgas of biogas als brandstof.

## Werking
Deze soort brandstofcel maakt gebruik van een gesmolten carbonaatmengsel dat bestaat uit een combinatie van ofwel lithiumcarbonaat (Li2CO3) met kaliumcarbonaat (K2CO3) of lithiumcarbonaat met natriumcarbonaat (Na2CO3). Bij temperaturen van 600-700°C bereikt dit mengsel door smeltpuntverlaging een vloeibare staat en wordt zeer geleidend, hierbij zorgen de vrije carbonaationen (CO32-) voor de geleiding. De reacties zien er als volgt uit:
Aan de anode:
{\displaystyle {\ce {H2 + CO3^2- <=> H2O +CO2 +2e-}}}
Aan de kathode:
{\displaystyle {\ce {1/2O2 +CO2 +2e- <=> CO3^2-}}}
Hier kan men opmerken dat voor elke mol H2O die gevormd wordt een mol CO2 overgebracht wordt van de kathode naar de anode, waardoor naast de aanvoer van zuurstof de kathode ook een aanvoer van CO2 nodig heeft. 
De relatief hoge werkingstemperatuur heeft twee belangrijke voordelen. Voor deze cel moet methaan of brandstoffen rijk aan methaan als biogas en aardgas niet door een externe convertor omgezet worden, door de hoge temperatuur vindt een proces genaamd “internal reforming” plaats, waardoor de omvormingsstap overgeslagen wordt, dit verlaagt de kost. Daarnaast bevoordeelt de hoge temperatuur de ionisatie van het waterstof- en zuurstofgas. Hierdoor kan men goedkopere katalysatoren als nikkel of nikkel(II)oxide toepassen.